# Тисоја
Тисоја (грч. Θεισοα) је у грчкој митологији била нимфа.

## Митологија
Према Паусанији, била је нимфа најада са извора града Тисоје у Аркадији, где је и поштована. Заједно са Недом и Хагном, она је била дадиља малом Зевсу. Највероватније је била кћерка Океана и Тетије.

## Биологија
Латинско име ове личности (Theisoa) је назив за род лептира.